# Departamento de Catriló
Departamento de Catriló är en kommun i Argentina.   Den ligger i provinsen La Pampa, i den centrala delen av landet, 500 km väster om huvudstaden Buenos Aires.
Trakten runt Departamento de Catriló består till största delen av jordbruksmark. Runt Departamento de Catriló är det mycket glesbefolkat, med 2 invånare per kvadratkilometer.